# Diebolsheim
Diebolsheim ist eine französische Gemeinde mit 670 Einwohnern (Stand 1. Januar 2021) im Département Bas-Rhin in der Europäischen Gebietskörperschaft Elsass in der Region Grand Est. Sie gehört zum Arrondissement Sélestat-Erstein und zum Gemeindeverband Canton d’Erstein.

## Lage
Die Gemeinde Diebolsheim liegt in der Oberrheinischen Tiefebene nahe dem Rheinseitenkanal (Grand Canal d’Alsace), 17 Kilometer ostnordöstlich von Sélestat und 17 Kilometer südwestlich von Lahr/Schwarzwald. Umgeben wird Diebolsheim von den Nachbargemeinden Friesenheim im Nordwesten und Norden, Rhinau im Osten, Sundhouse im Süden, Wittisheim im Südwesten sowie Bindernheim und Witternheim im Westen.

## Geschichte
Von 1871 bis zum Ende des Ersten Weltkrieges gehörte Diebolsheim als Teil des Reichslandes Elsaß-Lothringen zum Deutschen Reich und war dem Kreis Schlettstadt im Bezirk Unterelsaß zugeordnet.

### Bevölkerungsentwicklung
| Jahr                       | 1910 | 1962 | 1968 | 1975 | 1982 | 1990 | 1999 | 2009 | 2020 |
| Einwohner                  | 476  | 339  | 479  | 447  | 455  | 457  | 540  | 639  | 672  |
| Quellen: Cassini und INSEE |      |      |      |      |      |      |      |      |      |

## Sehenswürdigkeiten
- Kirche Saint-Boniface (St. Bonifatius), Monument historique[2]

Kirche St. Bonifatius
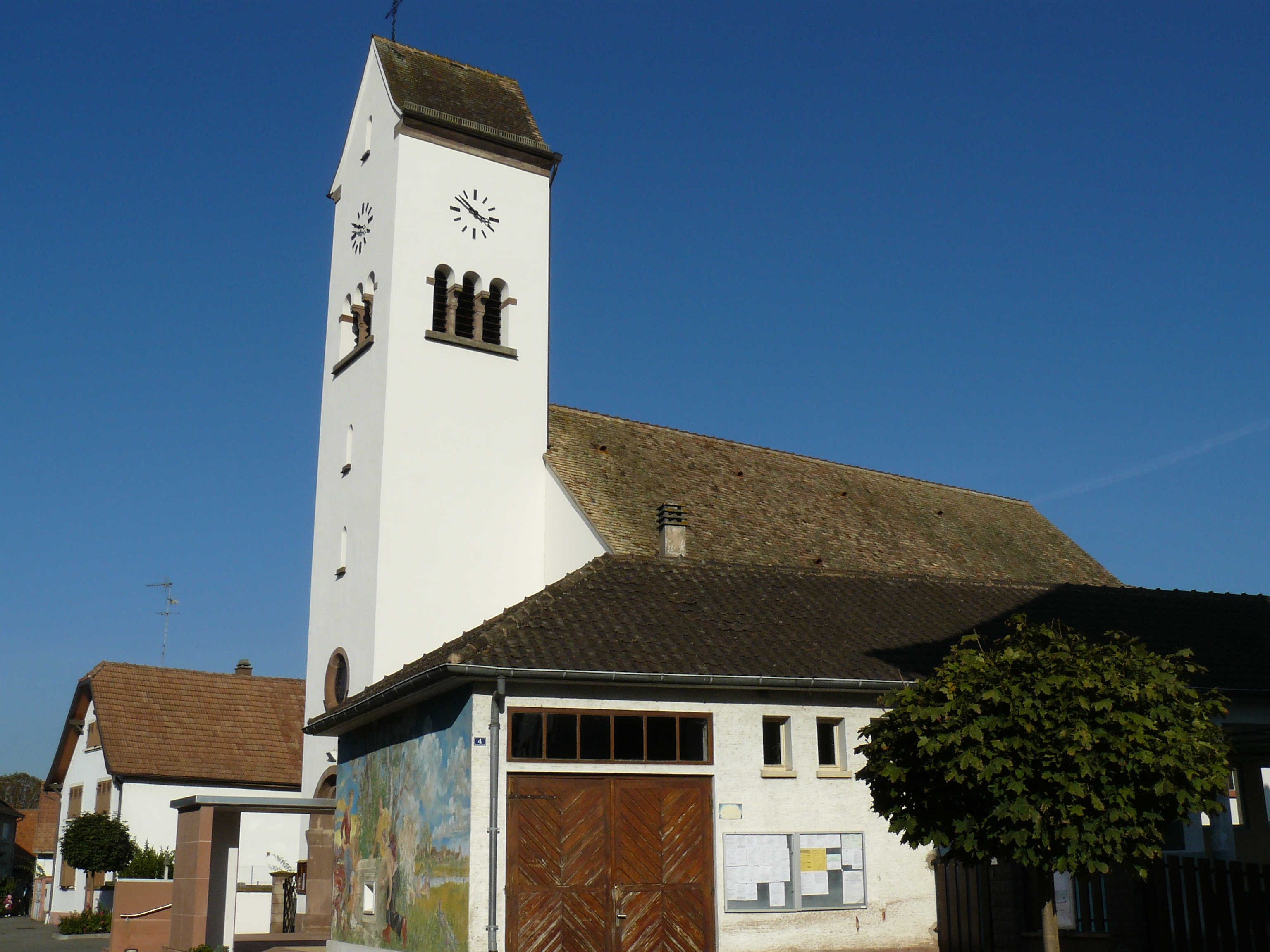
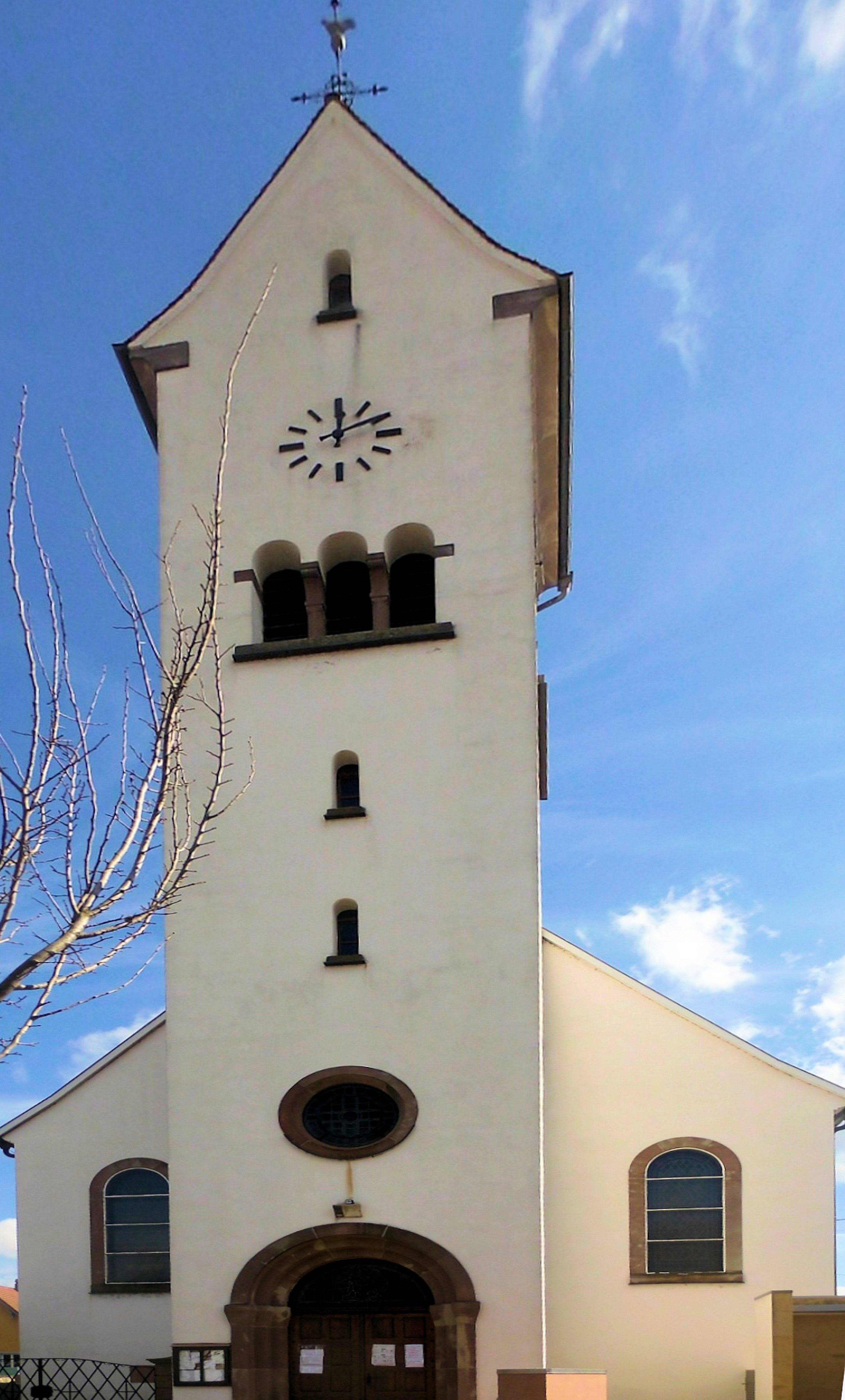

## Persönlichkeiten
- Jean de Beaumont (1904–2002), französischer Sportler, Politiker, Unternehmer und Sportfunktionär, war Besitzer eines Gutes in Diebolsheim.[3]